# Livingstone Tower
La Torre Livingstone (en inglés: Livingstone Tower) es un rascacielos de altura media en Glasgow, Escocia que forma parte de la Universidad de Strathclyde en el campus John Anderson, uno de los 2 campus que maneja la universidad. El edificio lleva el nombre de David Livingstone. La dirección del edificio es calle 26 Richmond, Glasgow. 
El edificio es un hito notable en el lado este del centro de la ciudad, y su alta posición en el drumlin de Rottenrow implica que puede ser visto desde una distancia considerable a lo largo de la ciudad. También fue uno de los edificios comerciales de gran altura más tempranos para observar en el centro de la ciudad en el periodo de posguerra.